# GUV/Fakulta
Die Gewerkschaftliche Unterstützungseinrichtung der DGB-Gewerkschaften (GUV/FAKULTA) ist eine Selbsthilfeeinrichtung derjenigen Gewerkschaften, die sich im Deutschen Gewerkschaftsbund (DGB) zusammengeschlossen haben. Sie schützt die Mitglieder einer DGB-Gewerkschaft gegen die Haftungsrisiken bei beruflicher Tätigkeit.

## Geschichte
Die Einrichtung wurde im Jahre 1910 durch den Deutschen Transportarbeiter Verband (DTV) gegründet. Ihre Arbeit nahm sie am 1. April 1910 auf. Die Gründung geht zurück auf einen Antrag der Berliner Kraftwagenführer an den DTV-Verbandstag 1909 und hatte im Wesentlichen einen politischen Hintergrund.
In der Zeit des Nationalsozialismus wurden gewerkschaftliche Organisationen verboten, behindert oder dem Nationalsozialismus gleichgeschaltet. Die Belange der ehemaligen Fakulta nahm der private Verein „Fakulta e. V.“ wahr.
1946 erfolgte in der sowjetischen Besatzungszone die Neugründung der Fakulta als Einrichtung des FDGB. Am 5. Januar 1950 gründete der DGB in der BRD die „Gewerkschaftliche Rechtsschutz- und Haftpflichtunterstützungseinrichtung der Verkehrsberufe aller Wirtschaftszweige im Rahmen des Deutschen Gewerkschaftsbundes "Alte Fakulta“, kurz GUV genannt.
2010 feierte die GUV/FAKULTA ihr 100-jähriges Bestehen. Zu diesem Anlass erschien ein Buch, in dem ihre Geschichte aufgearbeitet und dargestellt wurde.

## Selbstverständnis und Aufgabe
In der Gründungszeit wurden Ruhegehalts- und andere Unterstützungen für Beschäftigte in sog. Betriebskassen geregelt. In ihren Statuten waren jedoch strenge Maßregelungsklauseln geregelt. Wer sich mit seinem Arbeitgeber stritt, wer sich gewerkschaftlich organisierte oder gar an Arbeitskämpfen teilnahm, verlor nicht nur seinen Arbeitsplatz. Er hatte auch keinen Anspruch mehr auf die Leistungen aus den Kassen, die zum größten Teil selbst finanziert waren. Hiergegen wehrten sich zunächst die Straßenbahner mit der Forderung nach einer Verbandsinternen Unterstützungskasse. Den Arbeitgebern sollte so der Zugriff auf- und die Entscheidungen über diese Kassen entzogen werden. In der Folge schlossen sich der Initiative Arbeitnehmer weiterer Bereiche an.
Besonders wichtig war der Rechtsschutz, da sie regelmäßig zu hohen Ersatzleistungen und Freiheitsstrafen verurteilt wurden.
Der Grundgedanke und das Ziel der Gründung einer eigenen Unterstützungskasse war die Minderung von Risiken der Beschäftigten im Transportbereich. Erreicht wurde dieses Ziel durch das Schaffen einer Unterstützungseinrichtung nach dem gewerkschaftlichen Solidarkassenprinzip. Es wurde ein „Notanker“ geschaffen, der immer dann greift, wenn Versicherungen oder andere Institutionen keine Unterstützung mehr leisten. Insbesondere dann, wenn Schäden aus Fahrlässigkeit verursacht werden, ist dies in der Regel der Fall.
An diesem Grundgedanken und dieser Zielsetzung hat sich bis heute nichts Wesentliches geändert.
Bis zum Jahre 2020 wurden die Mitglieder in rund 260.000 Schadensfällen unterstützt. In vielen Fällen konnte so ihr Lebensstandard und ihr Arbeitsplatz gesichert werden. In manchen Fällen konnten sie aber auch vor dem wirtschaftlichen Ruin bewahrt werden. Aus der GUV/FAKULTA ist im Jahre 1965 der Auto Club Europa (ACE) hervorgegangen.
Ihre Leistungen sind in einer Unterstützungsordnung geregelt.

## Entwicklung nach 1990
Bis zum Jahre 1990 galten die Leistungen der GUV/FAKULTA nur für Beschäftigte in Verkehrsberufen. Seit 1991 gelten sie für das dienstliche Fahren, das Transportieren oder das Bedienen von Fahrzeugen aller Art.
Sie gelten darüber hinaus für alle mittelbar am Straßenverkehr Beteiligten, für alle Wege von- und zur Arbeit und für alle Wege von- und zu gewerkschaftlichen Veranstaltungen. Die Begrenzung auf Verkehrsberufe wurde aufgehoben.
Seit dem 1. November 2008 hat die Einrichtung ihre Leistungen erneut ausgeweitet und sie so den fortschreitenden Gegebenheiten angepasst. So gelten ihre Leistungen seit diesem Zeitpunkt nicht mehr nur für das Fahren und Transportieren, sondern für alle beruflichen Tätigkeiten. Einige wenige Berufe sind hiervon ausgeschlossen. Es handelt sich um solche, für die eine eigene Berufshaftpflichtversicherung gesetzlich oder standesrechtlich vorgeschrieben ist (Ärzte, Notare etc.).
Nach der Wiedervereinigung Deutschlands gingen die Mitglieder der FAKULTA in die nunmehr deutschlandweit agierende GUV/FAKULTA über.

## GUV/FAKULTA heute
Die Einrichtung hat ihren Sitz in Ludwigsburg. Sie stellt die Vertretung in der Fläche durch Regionalbeauftragte sicher und verfügt über ein dichtes Netz von betrieblichen- und regionalen Ansprechpartnern. Die Mitgliederentwicklung ist seit den letzten 14 Jahren außerordentlich positiv (Stand: 01/2023). Sie gilt als eine der letzten rein gewerkschaftseigenen Institutionen, die erfolgreich arbeiten. Der amtierende Geschäftsführer war bis Ende 2021 Olaf Hofmann. Nach 28 Jahren an der Spitze übergab er die Geschäftsführung ab 1. Januar 2022 an seinen Nachfolger Matthias Knüttel.

## Belege
1. ↑  FDGB-Lexikon online, aufgerufen am 6. April 2010.
2. ↑  Buch 100 Jahre Solidarität. Die Geschichte der GUV/FAKULTA 1910 bis 2010. 2010, ISBN 978-3-925589-50-8.
3. ↑  Buch 100 Jahre Solidarität. Die Geschichte der GUV/FAKULTA 1910 bis 2010. 2010, ISBN 978-3-925589-50-8.
4. ↑  Unterstützungsordnung, Unterstützungsordnung Stand Januar 2023.
5. ↑  https://www.guv-fakulta.de/die-beschaeftigten.html